# Columbus-Test
Der Columbus-Test bezeichnet ein projektives Testverfahren aus dem Bereich der Kinder- und  Jugendpsychiatrie. Hierbei werden dem Probanden 24 Bilder gezeigt, zu denen dann Fragen gestellt werden. Der Test dient zur Hilfe in der Analyse und Untersuchung von Entwicklungsprozessen bei Kindern im Alter von 5 bis 18 Jahren.
Die erste Version des Tests entstand 1969. Seither ist er mehrfach revidiert und verfeinert worden. Ähnliche projektive Verfahren sind der Wartegg-Zeichentest, der Schweinchen-Schwarzfuß-Test und der TAT (Thematischer Auffassungstest).

## Testgütekriterien projektiver Tests allgemein
Es wird behauptet, die Reliabilität und Validität der projektiven Verfahren sei häufig unzureichend. Allerdings sehen manche Verfahren (z. B. der TAT) in ihrer ursprünglichen Fassung nicht vor, die Ergebnisse in Zahlen zu formulieren. Teilweise werden die Ergebnisse vielmehr in Worten formuliert. Da man ohne Zahlen keine Reliabilität und Validität berechnen kann, sollte deswegen immer berücksichtigt werden, dass sich viele dieser Angaben auf Auswertungsverfahren beziehen, die erst später entwickelt wurden, um das sprachlich formulierte Ergebnis eines projektiven Tests in Zahlen ausdrücken zu können. Da hier zu ein und demselben Test oft unterschiedliche Verfahren entwickelt wurden, muss immer berücksichtigt werden, um welches Auswertungsverfahren es sich handelt. Die Reliabilität und Validität der verschiedenen Auswertungsverfahren unterscheiden sich teilweise erheblich. Trotzdem ermöglichen diese „freien“ Testverfahren vorsichtig interpretiert einen Einblick in unbewusste Denkprozesse.